# Liste de films possédant plusieurs fins
Lors du tournage d'un film, il arrive que plusieurs fins soient tournées soit pour la narration du film, soit pour choisir un fin alternative à présenter aux spectateurs.

## Choix de forme narrative (différentes fins intégrées au film)
Il s'agit d'un moyen purement cinématographique qui permet des variations sur les thèmes de la fatalité, du déterminisme ou de la chance.
Il convient de distinguer :

### Destins possibles à partir d'un évènement particulier
- L'Ironie du sort (1974) d'Édouard Molinaro (d'après le roman homonyme de Paul Guimard) : trois destins différents de trois résistants français pendant l'Occupation selon que la voiture d'un officier allemand démarre ou pas.
- Le Hasard (1980) de Krzysztof Kieślowski : trois histoires différentes débutant avec la même situation au moment où le héros court après un train qui s'en va.
- Smoking / No smoking (1993) d'Alain Resnais (d'après la pièce Intimate Exchanges du dramaturge anglais Alan Ayckbourn) : plusieurs destins possibles selon que le personnage fume ou ne fume pas.
- Funny Games (1997) de Michael Haneke : un des personnages principaux du film alors en difficulté utilise une télécommande pour rembobiner quelques minutes dans le temps, afin d'obtenir une fin qui est plus favorable pour lui et son complice.
- Pile & face (Les Portes du destin au Canada ; Sliding Doors) (1998) de Peter Howitt : la carrière d'une jeune londonienne selon qu'elle attrape ou non son métro.
- Cours, Lola, cours (Lola Rennt) (1998) de Tom Tykwer : trois options retenues par l'héroïne pour réunir une somme d'argent dans un délai court.
- L'Effet papillon (The Butterfly Effect) (2004) d'Eric Bress et J. Mackye Gruber : le héros a la faculté de changer des détails du passé qui modifient le cours des événements.
- Funny Games U.S. (2007) de Michael Haneke — remake du film homonyme : un des personnages principaux du film alors en difficulté utilise une télécommande pour rembobiner quelques minutes dans le temps, afin d'obtenir une fin qui est plus favorable pour lui et son complice.
- Notre univers impitoyable (2008) de Léa Fazer : l'avenir d'un couple qui aspire au même poste selon que l'un ou l'autre obtient la promotion.
- Mr. Nobody (2009) de Jaco Van Dormael : les destins possibles d'un garçon de 9 ans qui doit faire le choix « impossible » de vivre avec son père ou sa mère au moment de leur séparation.
- Source Code (2011) de Duncan Jones : Un soldat peut se projeter dans le corps d’une personne et de revivre les 8 dernières minutes de sa vie. Sa mission : revivre sans cesse les quelques minutes précédant l’explosion afin d’identifier et d’arrêter les auteurs de l’attentat.
- Plan de table (film) (2012) de Christelle Raynal : comment les variantes du plan de table d'un mariage bouleverse l'avenir des mariés et des invités.
- La La Land (2016) de Damien Chazelle : l'histoire d'amour contrariée ou non entre Mia Actrice débutante et Sebastian , pianiste de jazz
- Esther (Orphan)  de Jaume Collet-Serra : comment Esther s'en sort-elle après avoir tué sa famille ?
- Simetierre (Pet Sematary) de Kévin Kölsch et Dennis Widmyer : Louis Creed va t-il épargner ou tuer sa fille Ellie ?
- Fiction à l'américaine (American Fiction) : le personnage principal imagine plusieurs fins à sa propre histoire dans le cadre d'une discussion avec un producteur pour l'adaptation cinématographique de son roman.

### Vies possibles d'un personnage dans un autre contexte
- La vie est belle (1946) de Frank Capra : un ange montre le futur alternatif si le héros n'existait pas
- La Double Vie de Véronique (1991) de Krzysztof Kieślowski : le même personnage selon s'il vit en France ou en Pologne
- Un jour sans fin (1993) de Harold Ramis : le même personnage selon le nombre de fois qu'il a déjà vécu la même journée.
- Retour vers le futur 2 (1989) de Robert Zemeckis : Marty McFly retourne vivre une deuxième fois sa visite dans le passé de 1955
- L'Effet papillon (The Butterfly Effect) (2004) d'Eric Bress et J. Mackye Gruber : le héros a la faculté de changer des détails du passé qui modifient le cours des événements.
- Melinda et Melinda (2004) de Woody Allen : le même personnage selon s'il vit dans une version comique et une version tragique
- Le Drôle de Noël de Scrooge (2009) de Robert Zemeckis (d'après Charles Dickens): trois fantômes montrent à Scrooge le futur de ses employés s'il ne change pas d'attitude.
- Edge of tomorrow (2014) de Doug Liman : dans un futur proche, à chaque mort au combat un soldat revient au début jusqu'à trouver comment abattre l'alien-mère.

### Fins alternatives proposées sur le ton humoristique ou parodique
- Wayne's World (1992) de Penelope Spheeris : une fin où ils ont perdus, une fin "mega happy end", et une fin scoubidou.
- 99 francs (2007) de Jan Kounen : une fin pessimiste et une fin optimiste

### Versions d'une même histoire racontée par plusieurs points de vue
- Rashōmon (1950) d'Akira Kurosawa : quatre versions différentes d'une même histoire.
- L'Outrage (1964) de Martin Ritt : western qui s'inspire de Rashōmon.
- Simon Werner a disparu (2010) de Fabrice Gobert
- Jackie Brown (1997) de Quentin Tarantino : un échange d'argent dans un centre commercial vu des différents point de vue des protagonistes (il s'agit d'un passage du film, qui n'a pas d'incidence sur la fin de l'histoire).
- Timecode (2000) de Mike Figgis : quatre versions simultanées et en temps réel de 90 minutes de la vie de 4 personnages qui participent à la même histoire.
- la trilogie de Lucas Belvaux: trois films indépendants l'un de l'autre, mais filmés en même temps, présentant un même environnement sous trois points de vue différents, et avec des conclusions différentes
  - Un couple épatant (2002) est une comédie,
  - Cavale (2002) est un film policier,
  - Après la vie (2002) est un drame.
- Angles d'attaque de Pete Travis : l'attentat contre le président des USA vu par différents témoins.

## Formes d'exploitation différentes
L'exploitation du film connaît plusieurs formes différentes pour différentes causes :

### Désaccord entre le producteur et le réalisateur
- Blade Runner de Ridley Scott. En 1982, les producteurs firent rajouter quelques images pour montrer que le héros réussit à quitter Los Angeles. Ces plans disparurent des versions refaites 20 ans plus tard par le réalisateur.
- Terminator de James Cameron
- Brazil de Terry Gilliam. Les Européens eurent droit à la fin pessimiste voulue par le réalisateur alors que les Américains eurent, dans un premier temps, une version plus courte avec une fin optimiste. Finalement, la version européenne sortit également sur les écrans américains, mais sans succès.
- L'Effet papillon d'Eric Bress et J. Mackye Gruber, déjà cité plus haut mais disposant d'une quatrième fin voulue par les producteurs?
- Le Fanfaron de Dino Risi. Le producteur pensait à une fin optimiste qui n'aurait pas eu besoin d'être tournée (en supprimant la dernière séquence), mais le réalisateur ajouta la dernière séquence que l'on peut voir.
- Le Professionnel de Georges Lautner. Le réalisateur choisit avec Jean-Paul Belmondo une fin alternative contre l'avis des producteurs.
- La Belle Équipe de Julien Duvivier : la première version, noire, tournée par Duvivier fut refusée par les producteurs qui la transformèrent en happy end au prix d'un montage un peu artificiel. La fin initiale a fait l'objet d'une redécouverte grâce à Patrick Brion et son émission Cinéma de minuit diffusé sur la chaine  de télévision française FR3, avant d'être proposée dans les éditions DVD.

### Désaccord avec la censure
- Scarface de Howard Hawks

### Hésitation du metteur en scène sur la conclusion de son récit
- L'Homme de la rue (Meet John Doe) de Frank Capra
- Assurance sur la mort (Double Indemnity) de Billy Wilder
- Apocalypse Now (1979) de Francis Ford Coppola, la fin exploitée commercialement diffère de celle montrée à Cannes en 1979, dont le montage n'était pas définitif (présenté comme Work in Progress). Dans sa version Redux de 2001, le camp de Kurtz n'est pas bombardé.
- True Romance de Tony Scott
- Une journée en enfer de John McTiernan
- Le Fanfaron de Dino Risi. Le réalisateur hésitait entre deux séquences finales, mais, pour des raisons budgétaires, l'une des deux séquences ne fut pas tournée.
- Thelma et Louise de Ridley Scott.

### Suspense
La production décide de préserver le suspense en évitant les indiscrétions
- Identity de James Mangold
- Le Village de M. Night Shyamalan

### Projections test avant finalisation
Le metteur en scène et/ou le producteur décident de procéder à des projections test avant de finaliser la conclusion du film.
- Liaison fatale : le réalisateur a modifié la fin du film sept mois après l'avoir tournée après l'avis général des projections test. Dans la première version, Alex se suicidait avec un couteau portant les empreintes de Dan. À la fin exploitée du film, Alex est tuée mais la légitime défense permet une fin moins pessimiste.
- Fight Club de David Fincher : il fallut ajouter des flashbacks à la fin, non présents à l'origine, car le public test n'avait pas compris l'histoire.
- Snake Eyes de Brian De Palma : celui-ci avait initialement prévu la destruction totale du stade, mais les projections test ayant déçu, il fut décidé de tourner en urgence la fin du film telle qu'on la connaît.

### Distribution étrangère
Les distributeurs étrangers d'un film pensent que celui-ci ne marchera pas bien sur leur marché s'il est laissé tel quel.
- Kiki la petite sorcière de Hayao Miyazaki : une réplique a été ajoutée à la fin du film pour la version diffusée aux États-Unis afin que le happy end soit accentué.
- L'Étau (Topaz) d'Alfred Hitchcock : toute la partie consacrée à la Résistance ayant été gommée sur la version française, le final au stade Charléty aurait été incompréhensible ; il a alors fallu arranger une autre fin, certes en queue de poisson, mais du coup vraisemblable... L'édition DVD propose une troisième fin alternative.
- Mémoire effacée de Joseph Ruben : fin alternative de la VO et bonus DVD avec des scènes coupées et / ou alternatives.

### Version cinéma et bonus DVD
Existence d'une version cinéma et une autre en bonus DVD.
- Stigmata de Rupert Wainwright : le DVD offre la possibilité de voir, outre le film exploité en salle, un deuxième film qui en fait, ne diffère du premier que par la séquence finale.
- Titanic de James Cameron : le DVD offre une fin alternative.
- Salt de Phillip Noyce : le DVD montre une fin alternative (« version longue ») correspondant à une des versions initiales du scénario, mais fermant le récit à une suite, comme dans la version cinéma.
- Destination finale 3 de James Wong : le DVD offre un bonus pouvant faire choisir a l'utilisateur deux fins possibles.
- Je suis une légende de Francis Lawrence : Le Blu ray offre une fin alternative (d'une dizaine de minutes)
- Constantine de Francis Lawrence : Le Blu ray offre une fin alternative (très courte)
- Scream 4 de Wes Craven : une fin est ajoutée

### Plusieurs fins différentes en salle
- deux fins : Trouble Jeu
- film projeté d'abord en 1940, puis ayant eu droit plus tard à une sortie avec une fin différente : Menaces
- trois fins[1] : Cluedo
- sept fins différentes testées en séances de promotion avant une sortie officielle avec 2 fins : La Foule

## Autres considérations
- On peut aussi citer l'exemple du dessin animé La Bergère et le Ramoneur, de Paul Grimault et Jacques Prévert, que les auteurs doivent censurer en 1953 car la conclusion du film est considérée trop progressiste[réf. nécessaire]. En 1979, après la mort de Prévert, le film sort dans la forme souhaitée par les auteurs sous le titre le Roi et l'Oiseau. Les voix remarquables de la première version (Serge Reggiani, Pierre Brasseur…) et la musique de Joseph Kosma sont remplacées (seulement quelques extraits de Kosma sont conservés).

- Les créateurs de Paranormal Activity tournent une fin originale avec leur moyens limités, mais lorsqu'une exploitation en salle dans le circuit classique est décidée, une nouvelle fin est tournée avec des moyens plus importants.